# Уединённый домик на Васильевском
«Уединённый домик на Васильевском» — фантастическая повесть Владимира Титова, созданная по сюжету Александра Пушкина. Впервые опубликована в 1829 году под псевдонимом Тит Космократов, позднее публиковалась как под именем Титова, так и под именем Пушкина.

## Сюжет
В Петербурге, на Васильевском острове живёт бедная вдова чиновника с двадцатилетней дочерью Верой. У них в доме время от времени бывает дальний родственник — молодой чиновник Павел, который зовёт Веру сестрицей, ему нравится миловидная, чистосердечная девушка, он питает к ней тёплые чувства. Павел дружит с таинственным богачом Варфоломеем, которого «никогда не видали в православной церкви». Варфоломей вынуждает Павла, которому не по душе была эта просьба покровителя, познакомить его с Верой и её матерью, после чего пытается войти в доверие к обеим обитательницам уединённого домика.
Варфоломей, говоря, что Павлу не хватает «навыка жить в свете», вводит своего друга в салон графини И. Павел, разочарованный салоном, хочет жениться на Вере, но узнаёт, что теперь она влюблена в Варфоломея. После этой новости и ссоры с Варфоломеем Павел идёт на свидание к графине, и, преследуя на извозчике неожиданного соперника, видит, что на бляхе извозчика изображено число 666. Извозчик произносит ту же фразу, которую произнёс Варфоломей во время ссоры с Павлом: «Потише, молодой человек; ты не с своим братом связался». Несколько суток Павел болеет.
В это время умирает вдова, а Варфоломей требует от Веры любви, но не хочет венчаться в церкви. Вера отказывает ему, и в доме начинается пожар. После этого Варфоломей куда-то исчезает, а Вера умирает, успев примириться с Павлом. Павел живёт в деревне, выказывая «признаки помешательства», и умирает молодым. Автор заканчивает повесть вопросом: «откуда у чертей эта охота вмешиваться в людские дела, когда никто не просит их?».

## История создания и публикации
В 1828 году Пушкин в салоне у Карамзиных рассказал мистическую повесть. Присутствовавший на вечере Титов впоследствии записал её и с разрешения Пушкина опубликовал в альманахе «Северные цветы» в 1829 году. Об авторстве Пушкина Титов рассказал в письме от 29 августа 1879 года:

В строгом историческом смысле это вовсе не продукт Космократова, а Александра Сергеевича Пушкина, мастерски рассказавшего всю эту чертовщину уединенного домика на Васильевском острове, поздно вечером, у Карамзиных, к тайному трепету всех дам… Апокалипсическое число 666, игроки-черти, метавшие на карту сотнями душ, с рогами, зачесанными под высокие парики, честь всех этих вымыслов и главной нити рассказа принадлежит Пушкину. Сидевший в той же комнате Космократов подслушал, воротясь домой, не мог заснуть всю ночь и несколько времени спустя положил с памяти на бумагу. Не желая, однако, быть ослушником ветхозаветной заповеди «Не укради», пошел с тетрадью к Пушкину в гостиницу Демут, убедил его прослушать от начала до конца, воспользовался многими, поныне очень памятными его поправками и потом, по настоятельному желанию Дельвига, отдал в «Северные цветы».
Сюжет «Уединённого домика» напоминает планы неосуществлённой повести Пушкина «Влюблённый бес», которые датируются 1821—1823 годами:

Москва в 1811 году — 

Старуха, две дочери, одна невинная, другая романическая — два приятеля к ним ходят. Один развратный; другой В.<любленный> б.<ес>. В.<любленный> б.<ес> любит меньшую и хочет погубить молодого человека — Он достает ему деньги, водит его повсюду — [бордель]. Наст.<асья> — вдова ч.<ертовка> <?> Ночь. Извозчик. Молод.<ой> челов.<ек>. Ссорится с ним — старшая дочь сходит с ума от любви к В.<любленному> б.<есу>.
Впервые под именем Пушкина повесть опубликована в 1912 году. Позднее публиковалась как под именем Пушкина (например, в Полном собрании сочинений 1977—1979 годов), так и под именем Титова. Много раз публиковалась в антологиях мистической и фантастической прозы русских писателей, например: «Русская и советская фантастика» (М.: Правда, 1989), «Русская романтическая новелла» (М.: Художественная литература, 1989), «Русская фантастическая проза эпохи романтизма» (Издательство Ленинградского университета, 1990), «Белое привидение. Русская готика» (СПб.: Азбука-классика, 2007).

## Анализ
«Уединённый домик на Васильевском» — типичный пример фантастической русской прозы 1820—1830-х годов, которая «погружала фантастику в психологию, нравы и быт современного человечества». Таинственная власть Варфоломея над другом и ряд иных мотивов свидетельствуют о «несомненном знакомстве» автора с новеллой Гофмана «Магнетизёр», переведённой в 1827 г. Веневитиновым.
В контексте творчества Пушкина повесть можно поставить в ряд с петербургскими повестями и поэмами «Домик в Коломне», «Пиковая дама», «Медный всадник». Возможно, «Уединённый домик» повлиял на сюжет неоконченной повести Николая Гоголя «Страшная рука», которая позднее была переработана в повесть «Невский проспект».

## На сцене и в периодике
- В Гродненском областном театре кукол (Республика Беларусь) 14 декабря 2023 года состоялась премьера спектакля для взрослых (18+) «Уединённый домик на Васильевском» по одноимённой мистической повести А. С. Пушкина / В. П. Титова; постановщик — главный режиссёр коллектива Олег Жюгжда[6].
- В издании для семейного чтения — журнале «Забава» № 3 за 1991 год (с. 5—13) была опубликована рисованная повесть «Павел и Вера» (художник Николай Смирнов) по мотивам «Уединённого домика на Васильевском острове»[7].